# ヴィルヘルム・フリードリヒ・ツー・ヴィート

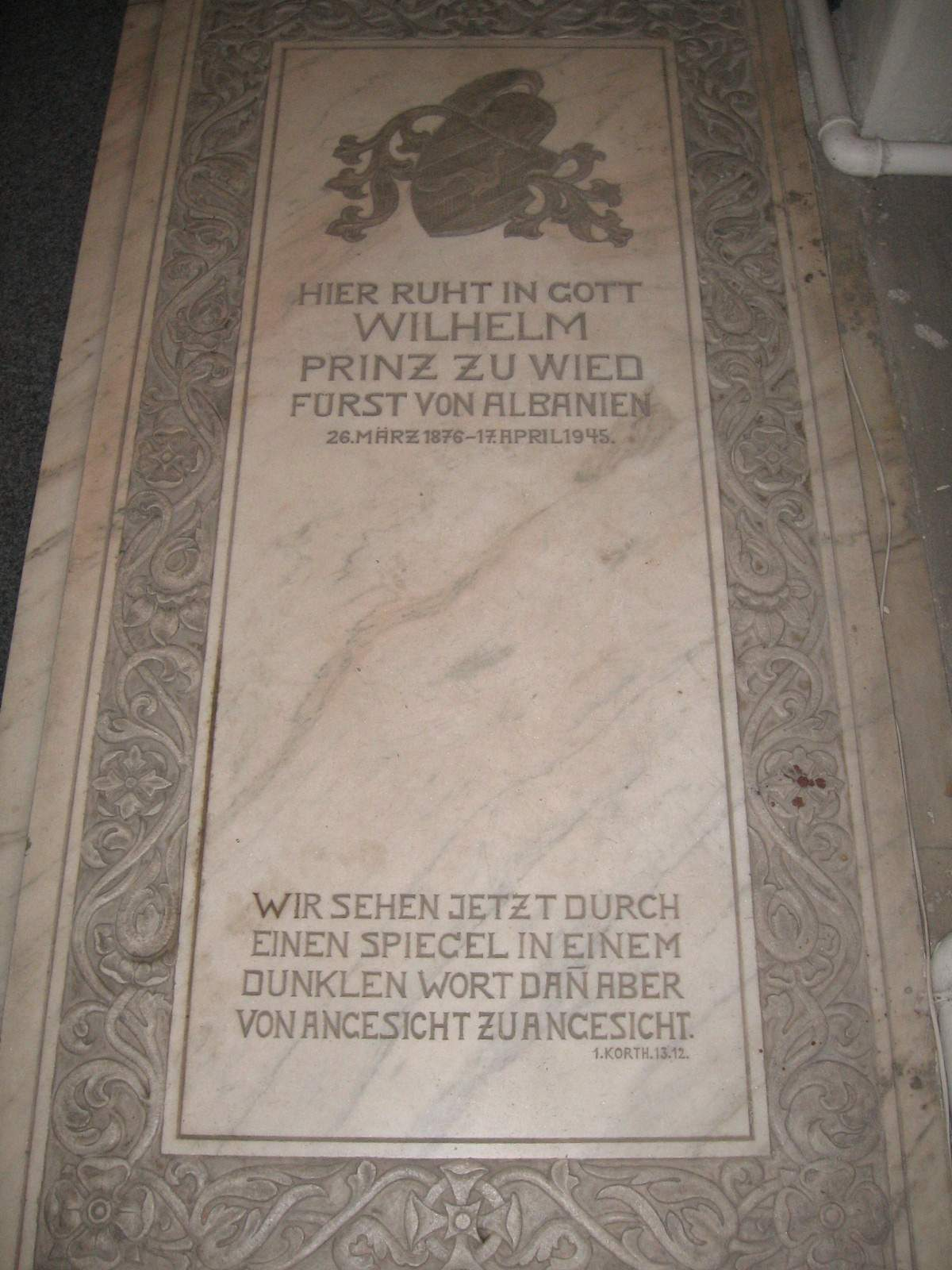
ヴィルヘルムの墓

ヴィルヘルム・フリードリヒ・ツー・ヴィート（ドイツ語: Wilhelm Friedrich zu Wied、1876年3月7日 - 1945年4月18日）は、ドイツ・ライン＝プファルツ地方の旧諸侯ヴィート家の侯子でアルバニア公。アルバニア公としてはスカンデルベグ2世（アルバニア語: Skënderbeu II）と名乗った。対外的にはアルバニア公と称したが、アルバニア国内では国王（Mbret）と称した。

## 生涯
ヴィート侯ヴィルヘルム・アドルフ（ルーマニア王妃エリサベタの実弟）と、妻マリー・ファン・オラニエ＝ナッサウの三男として、ノイヴィート（現在のドイツ・ラインラント＝プファルツ州の都市）で生まれた。全名はヴィルヘルム・フリードリヒ・ハインリヒ（Wilhelm Friedrich Heinrich）。
ヴィルヘルムは伯母エリサベタにより、アルバニア君主候補として推薦された。これに当時の欧州の大国、オーストリア＝ハンガリー、イギリス、フランス、ドイツ、ロシア、イタリアがただちに賛成にまわり、1913年11月に新興国アルバニアの君主としてドイツ貴族ヴィート家出身のヴィルヘルムが擁立された。この決定をアルバニア首相イスマイル・ケマリも受け入れた。アルバニア公即位の依頼を最初に1913年春に受けたヴィルヘルムは乗り気ではなく依頼を拒否したにもかかわらず、オーストリアが圧力をかけたため前言を覆して即位を決めた。

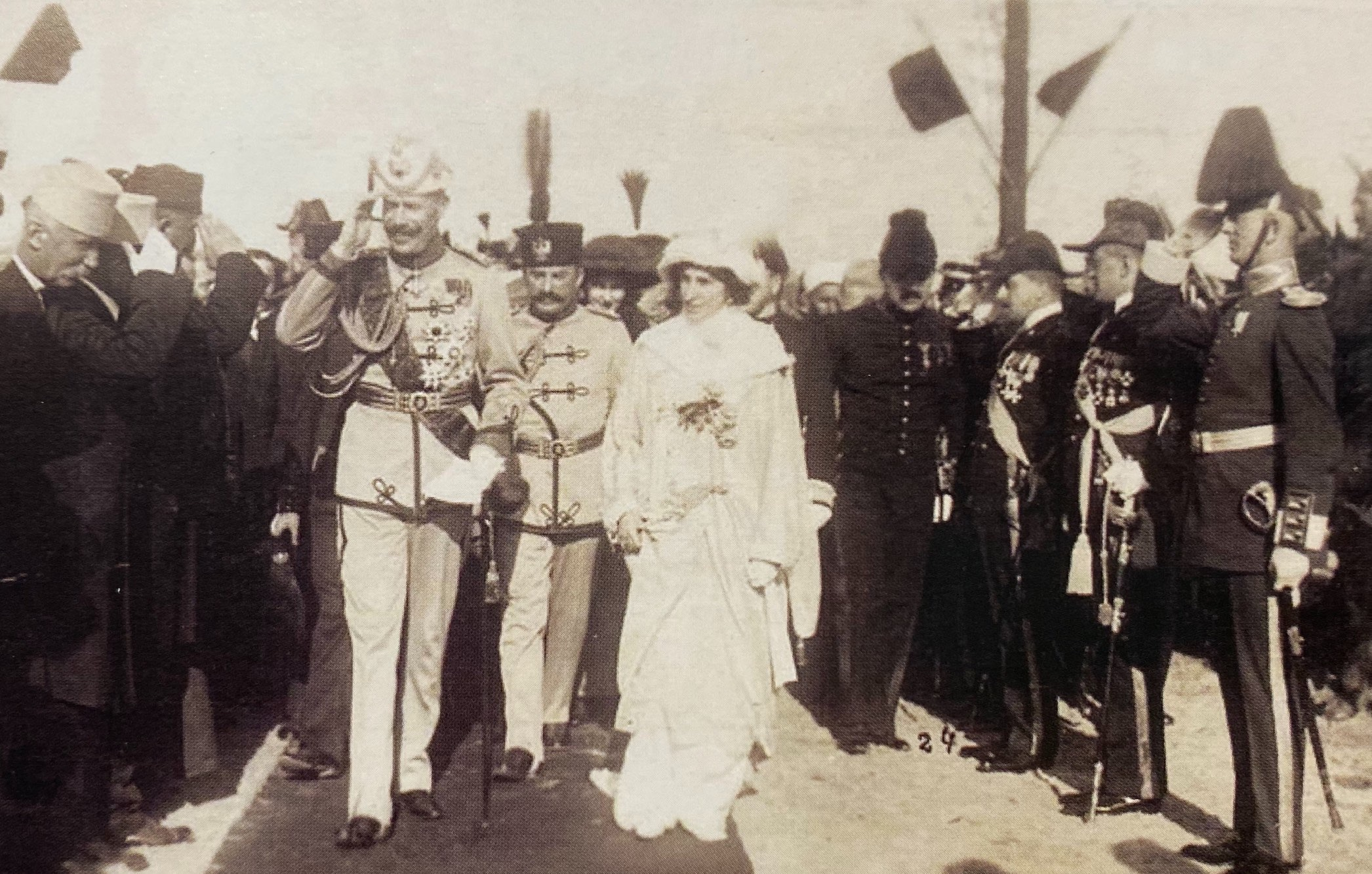
アルバニアに到着したヴィルヘルム夫妻（1914年3月7日）

1914年2月に正式に即位を宣言、同年3月に彼と妻ゾフィーはドゥラスへ到着した。スカンデルベグ2世はトゥルハン・ペルメティに組閣を命じたが、大臣の一人であるエサド・トプタニがイタリアから資金提供を受け、クーデターを計画していることを知った。1914年5月にエサド・トプタニを逮捕させ、裁判のうえ死刑にしようとした。これにイタリアが横やりを入れ、エサド・トプタニは減刑されイタリアへ亡命した。
スカンデルベグ2世の統治が脆弱であることはすぐに露呈し、アルバニア中部で外国人支配を嫌う叛乱が起こった。これを支援したのはギリシャで、北エピルス地方政府が成立した。ギリシャ国民の多数の賛成を受け、ギリシャ軍がアルバニア南部へ侵攻し、ベラトとコルチェを占領した。
第一次世界大戦が勃発すると、オーストリア＝ハンガリーはスカンデルベグ2世に、アルバニア軍をオーストリア軍支援に派遣せよと言う難題を突きつけた。ロンドン条約による中立をたてに拒絶すると、彼が得ていた報酬が断たれた。
1914年7月からアルバニアは南部がギリシャに掌握され、大国の圧力も受けて内戦状態となった。スカンデルベグ2世は9月に亡命したが、国を離れても形式上は君主のままだった。
ヴィルヘルムはドイツへ戻り、ドイツ帝国軍に加わった。彼はアルバニアを囲む周辺国の敗退を望み、実際アルバニア北部に接するセルビアとモンテネグロは事実上敗戦状態だったが、戦後のパリ講和会議ではヴィルヘルムが公位に復帰することに大国の支持は得られなかった。アルバニアは公国としての体制のまま首相を代理として据えていたが、1925年1月31日にアルバニア共和国成立が宣言され、スカンデルベグ2世の治世が正式に終わった。
その後アルバニアにおける君主制は大統領のアフメト・ゾグが国王となってアルバニア王国を樹立する形で復活したが、その際ヴィルヘルムは自身が君主であることを再度断言し、その後も自身と長男の公位継承権を主張し続けた。
ルーマニアのプレデアル（シナヤ近郊）で死去した。

## 結婚と子女
1906年11月30日、ゾフィー・フォン・シェーンブルク＝ヴァルデンブルクとヴァルデンブルクで結婚し、一男一女をもうけた。 
- マリー・エレオノーレ・エリーザベト・ツェツィーリエ・マティルデ・ルツィエ（1909年 - 1956年）- シェーンブルク＝ヴァルデンブルク侯子アルフレート妃
- カール・ヴィクトル・ヴィルヘルム・フリードリヒ・エルンスト・ギュンター（1913年 - 1973年）- アルバニア公世子